# Tatiana Sisquella
Tatiana Sisquella i Cañabate (Hospitalet de Llobregat, 12 de junio de 1978-Barcelona, 6 de febrero de 2014) fue una periodista y presentadora de radio y televisión española. Estaba casada con el locutor de radio Joan Maria Pou.

## Biografía
Licenciada en Ciencias de la Información por la Universidad Autónoma de Barcelona, desde el año 2000 hasta el 2004 trabajó en el canal deportivo Barça TV en programas como Tenemos un nombre y Jugadores.
En cuanto a su trayectoria radiofónica, formó parte del equipo de diversos programas de RAC 1: los humorísticos Minoria absoluta y La segona hora, El món a RAC 1, donde se encargaba de las conexiones con la unidad móvil y el programa de cocina Volta i volta i Via lliure, donde presentó algunas ediciones de verano. En la temporada 2010/2011 se incorporó al programa del fin de semana de Catalunya Ràdio, El suplement. La siguiente temporada comenzó a presentar el nuevo magacín de sobremesa La tribu de Catalunya Ràdio, en sustitución de El secret, de Sílvia Cóppulo. Sisquella, por lo tanto, dejaba su programa de Catalunya Ràdio que, precisamente, presentaría Cóppulo a partir de la etapa 2011/2012. En 2013 La tribu de Catalunya Ràdio recibió el premio Ràdio Associació de Catalunya al mejor programa de radio.
Su trabajo en la radio lo compaginó con la televisión. En 2007 presentó el espacio de 8tv Envasat al 8. Dos años más tarde, se inició como presentadora de TV3 en la serie divulgativa Sexes en guerra y, más adelante, durante la época 2010/2011, colaboró en el programa de Divendres en el mismo canal. En otoño de 2011 se adentró en el pasado de una serie de catalanes a través del programa documental Passat particular, formado por cuatro episodios. Su último programa televisivo que presentó fue Summa positiva, también en la autonómica catalana. En prensa, publicó una columna semanal en la contraportada del diario catalán Ara, desde su fundación hasta junio de 2013.
Tatiana supo en marzo de 2007, con veintiocho años, que padecía cáncer de mama, causa que provocó su muerte el 6 de febrero de 2014, a los 35 años de edad. Semanas antes, le había relevado en su trabajo en La tribu de Catalunya Ràdio el subdirector del programa Xavi Rosiñol.